# Arame
Arame är en kommun i Brasilien.   Den ligger i delstaten Maranhão, i den nordöstra delen av landet, 1 200 km norr om huvudstaden Brasília. Antalet invånare är 31 568.
Omgivningarna runt Arame är huvudsakligen savann. Runt Arame är det glesbefolkat, med 8 invånare per kvadratkilometer.